# Simulium milloti
Simulium milloti es una especie de insecto del género Simulium, familia Simuliidae, orden Diptera.
Fue descrita científicamente por Grenier & Doucet, 1949.